# 南部縦貫鉄道DC25形ディーゼル機関車
南部縦貫鉄道DC25形ディーゼル機関車（なんぶじゅうかんてつどうDC25がたディーゼルきかんしゃ）は、かつて南部縦貫鉄道線で運用されていたディーゼル機関車である。
1両（DC251）のみが存在した。

## 概要
元々は羽後交通のディーゼル機関車DC2で、1959年8月に協三工業で製造されたL形の車体の機関車である。横荘線、雄勝線で運用されていたが、1973年3月31日に雄勝線廃止されると、同年10月に南部縦貫鉄道に移る。
D451の予備機として貨物列車を運行していたが、1984年2月1日に貨物営業の廃止以降はほとんど運用されなかったという。
現在は旧・七戸駅構内の車庫に保存され、イベント時に展示されている。

## 主要諸元
- 全長：7,050mm
- 全幅：2,668mm
- 全高：3,657mm
- 自重：25.0t
- 機関：DMH17S（250ps）×1基
- 軸配置：C